# Зейська область
Зейська область — адміністративно-територіальна одиниця РРФСР, внутрікрайова область у складі Далекосхідного краю, що існувала в 1934–1937 роках.
Область утворена шляхом реорганізації адміністративно-територіального поділу Далекого Сходу в липні 1934 в межах раніше скасованого Зейського округу в складі 6 районів: Могочинського, Рухловського, Тигдинського, Зейського, Зейсько-Учурського і Джелтулацького Амурської області. Адміністративний центр — Рухлово (тепер Сковородіно).
Чисельність населення (1933) — 116 400 осіб, питома вага міського населення — 41 %. На 1 травня 1936 площа Зейської області — 175 600 км². До її складу входили 6 районів, 2 міста, 3 робочих селища, 7 селищ міського типу, 69 сільрад.
Скасована 26 вересня 1937 зі включенням її районів в ноутворену Читинську область (зараз ця територія, переважно, відноситься до Амурської області).